# Mont Myōgi
Le mont Myōgi (妙義山, Myōgisan) est une des plus célèbres montagnes de la préfecture de Gunma au Japon. Bien connu pour ses roches aux formes fantastiques, ce sommet est classé parmi les « Trois paysages exceptionnels du Japon ». Le mont est parcouru de nombreux chemins de randonnée. Le plus haut sommet est le Souma-dake (相馬岳) qui culmine à 1 104 m.
Avec les monts Hakagi et Haruna, le mont Myōgi forme le groupe des « trois montagnes de Jōmō », Jōmō étant l'ancien nom de Gunma.

## Géographie

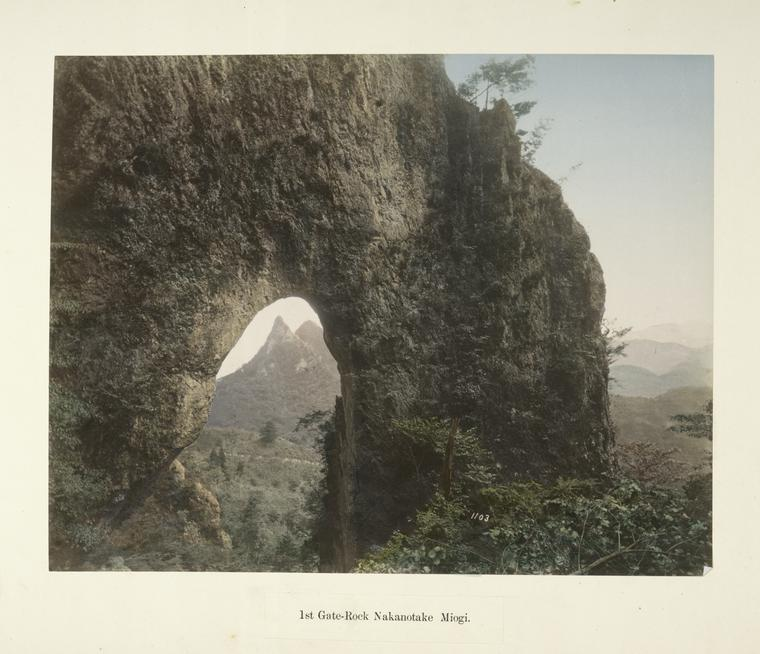
Rocher Nakanotake du mont Myōgi, à côté du sanctuaire Nakanotake.

Le mont Myogi comprend plusieurs cimes dont Hakuun-zan (白雲山), Kondou-san (金洞山), Kinkei-san (金鶏山), Souma-dake (相馬岳), Mitake-san (御岳山), Chousunokashira (丁須ノ頭), et Yakyu-san (谷急山). On distingue le côté sud, connu comme l’endroit du mont, et le côté nord, connu comme l’envers du mont. Ainsi, lorsqu’on parle du Kinkei-san (金鶏山) vu à partir de la ville de Shimonita, il prend le nom de Nakano-take (中之嶽). Si le mont Myogi est déjà réputé pour ses paysages accidentés, Nakano-take se distingue par ses roches uniques aussi bien au niveau de leur aspect que de leur nom : le « rocher de la bougie » (ロウソク岩 ), le « rocher du canon » (大砲岩), le « rocher du chef de famille » (筆頭岩), le « rocher vacillant » (ユルギ岩), le « rocher du moine nihiliste » (虚無僧岩). L’itinéraire de randonnée faisant passer par ces curiosités de la nature débute au temple Nakano-take (中之嶽神社). Le temple le plus connu est le temple Myogi construit sur le mont Hakuun sur la pente orientale du mont Myogi. Durant la période Edo, on disait que le dieu protégeait la population des incendies et du tonnerre. Le mont Fuji est situé au nord-est du mont Myogi.
Le mont Myogi est composé de roches volcaniques (dacite, tuf) et de conglomérat. Il a été formé il y a 3 millions d’années en même temps que le mont Arafune (au sud-est) à la suite de l'effondrement d’une caldeira. Au fil des siècles, la couche sédimentaire molle se serait érodée, ce qui aurait donné naissance au paysage de roches acérées actuel. Le mont Myogi a été désigné comme l’un des « Trois paysages exceptionnels du Japon » et sélectionné comme l’un des 100 paysages du Japon.

## Histoire
Le 7 février 1900, un Japonais tua 7 personnes au temple Myogi. L'homme prit l'épée d'un policier, tua le prête et trois fidèles, puis s'en prit à la foule qui s'était rassemblée et tua encore 3 personnes avant d'être lui-même tué.

## Randonnée
De nombreux accidents graves et mortels de randonneurs ayant été signalés, la ville de Tomioka a conçu des itinéraires de randonnée pour débutants, intermédiaires et randonneurs confirmés.
En janvier 2010, des officiels du département de Gunma, les autorités locales, la police, les pompiers et le club de randonnée local se sont réunis pour discuter du problème lors de la « réunion pour la mise en place de mesures prévenant le risque d'accidents graves dans le mont Myogi ». La proposition des officiels d'interdire la pratique de la randonnée a été rejetée par les locaux. Les participants se sont accordés sur deux mesures : augmenter le nombre de chaînes pour rendre l'ascension plus sécuritaire et améliorer la qualité des chemins.

## Dans la culture
Le mont Myogi est mentionné dans le manga, animé et jeu vidéo Initial D. C'est le parcours local de l'équipe Myogi Night Kids et le lieu d'inspiration de trois courses dans l'animé et le manga.

### Utilisation du terme Myogi dans le département
- Lors des festivals de sport organisés dans les écoles primaires du département, un grand nombre d'entre-elles sépare les élèves en trois équipes : « équipe Myogi », « équipe Haruna », « équipe Asama », du nom des « Trois montagnes de Jōmō », Jōmō étant l'ancien nom de Gunma.
- À la filature de soie de Tomioka, inscrite au patrimoine mondial de l'UNESCO depuis 2014, les trois dortoirs portent également le nom des trois montagnes : « dortoir Myogi », « dortoir Haruna », « dortoir Asama ».